# Stara Wieś (gmina w powiecie bychawskim)
Stara Wieś – dawna gmina wiejska istniejąca w 1973 roku w woj. lubelskim. Siedzibą gminy była Stara Wieś.
Gmina została utworzona 1 stycznia 1973 roku  w powiecie bychawskim, w woj. lubelskim. W jej skład weszło 15 sołectw (w nawiasach podano liczbę ludności w 1971 roku): Annów (187) z Wojdatem (67), Boża Wola (176), Dębina (386), Józwów (178), Karolin (146), Kowersk (169), Majdan Starowiejski (299) z Emilinem (54), Rudnik Drugi (584), Rudnik Pierwszy (404), Stara Wieś Druga (305), Stara Wieś Pierwsza (531), Stara Wieś Trzecia (418), Szklarnia (212), Wola Gałęzowska (864) i Wola Gałęzowska-Kolonia (183).
12 października 1973 gmina Stara Wieś została zniesiona, a jej obszar włączony do gmin:
- Bychawa w powiecie bychawskim (sołectwa Józwów, Kowersk, Stara Wieś Druga, Stara Wieś Pierwsza, Stara Wieś Trzecia, Wola Gałęzowska, Wola Gałęzowska-Kolonia),
- Zakrzew w powiecie bychawskim (sołectwa Annów, Boża Wola, Dębina, Karolin, Majdan Starowiejski i Szklarnia)[6];
- Zakrzówek w powiecie kraśnickim (sołectwa Rudnik Pierwszy i Rudnik Drugi)[7].

Włączenie sołectw Rudnik Pierwszy i Rudnik Drugi do gminy Zakrzówek powiązane było ze zmianą granic powiatów (z bychawskiego do kraśnickiego), przez co musiało być ogłoszone w Dzienniku Ustaw, do czego doszło dopiero 9 grudnia 1973, czyli prawie dwa miesiące po zniesieniu gminy 12 października 1973. Nie jest zatem jasne do której gminy sołectwa te przynależały między 12 października a 8 grudnia 1973.